# 1962 في اليابان
فيما يلي قوائم الأحداث التي وقعت خلال عام 1962 في اليابان.

## برامج ومسلسلات وأنمي
- رعد العملاق

## كتب
من الكتب التي صدرت هذه السنة في اليابان:
- 1 يناير – العاصمة القديمة من تأليف ياسوناري كواباتا.

## مواليد

### يناير
- 1 يناير – جين يامانوي مؤدّي صوت ياباني.
- 1 يناير – ماساشي سوغاوارا مؤدّي صوت ياباني.
- 5 يناير – شينوبو إيكيدا لاعب كرة قدم ياباني.
- 17 يناير – هيتوشي ناكاتا لاعب كرة قدم ياباني.
- 20 يناير – ساكيكو تاماغاوا
- 29 يناير – يوشيوكي ساداموتو

### فبراير
- 1 فبراير – تاكاشي موراكامي فنان ياباني.
- 16 فبراير – هيروكازو ساساكي لاعب كرة قدم ياباني.

### مارس
- 8 مارس – ميتسونوري يوشيدا لاعبو كرة قدم يابانيون.
- 10 مارس – يوهيه تادانو
- 16 مارس – هيرويوكي ياماموتو مذيع ياباني.
- 30 مارس – يوكو أوغاوا كاتبة يابانية.

### أبريل
- 6 أبريل – توموياسو أساوكا لاعب كرة قدم ياباني.
- 12 أبريل – كاتسوهيرو كوساكي لاعب كرة قدم ياباني.
- 18 أبريل – كازو أوشيدا لاعب كرة قدم ياباني.
- 26 أبريل – كوجي تسجيتاني
- 30 أبريل – سيجي مايهارا سياسي ياباني.

### مايو
- 5 مايو – كاورو وادا ملحن ياباني.
- 8 مايو – ماساكي تيراسوما
- 19 مايو – يوشيكازو إيوانامي
- 20 مايو – ماسافومي ميما
- 22 مايو – كاتسويوشي ناكاتسورو رسّام رسوم متحركة ياباني.
- 22 مايو – هاياتو داتيه مخرج أفلام ياباني.
- 31 مايو – نوريكو هيداكا مغنية يابانية.

### يونيو
- 6 يونيو – هيروكازو كوري إدا
- 11 يونيو – توشيهيكو سيكي
- 17 يونيو – تومويوشي إكييا لاعب كرة قدم ياباني.
- 19 يونيو – ماساناو ساساكي لاعب كرة قدم ياباني.

### يوليو
- 19 يوليو – أيا كيتو كاتبة يابانية.
- 23 يوليو – هيروشي ميكامي ممثل ياباني.

### أغسطس
- 12 أغسطس – توشيهيكو ناكاجيما
- 12 أغسطس – شيغيتاتسو ماتسوناغا لاعبو كرة قدم يابانيون.
- 17 أغسطس – تاكيشي أونو لاعب كرة قدم ياباني.

### سبتمبر
- 4 سبتمبر – شينيا ياماناكا
- 7 سبتمبر – ماكو هودو
- 13 سبتمبر – هيساو إغاوا

### أكتوبر
- 10 أكتوبر – تاكايوكي فوجيكاوا لاعب كرة قدم ياباني.
- 17 أكتوبر – ماساميتسو كانيموتو لاعب كرة قدم ياباني.
- 21 أكتوبر – ميكي إيتو مؤدّية صوت يابانية.

### نوفمبر
- 5 نوفمبر – أكيتوشي كاوازو مصمم ألعاب ياباني.
- 14 نوفمبر – أتسكو تاناكا مؤدّية صوت يابانية.
- 25 نوفمبر – هيرونوبو ساكاغوتشي

### ديسمبر
- 5 ديسمبر – تسونيو إيماهوري موسيقي ياباني.
- 12 ديسمبر – ريوزو إيشينو

## وفيات

### أبريل
- 11 أبريل – كيتشرو ناكايا (مواليد 1900) فيزيائي ياباني.